# ジョージ・マックレー
ジョージ・マックレー（George Warren McCrae, Jr.、1944年10月19日 - ）は、アメリカ合衆国の歌手。ディスコソング「ロック・ユア・ベイビー」の大ヒットで知られる。元妻は歌手のグウェン・マックレー。

## 経歴
フロリダ州ウェストパームビーチに生まれる。父は元警察官であった。9人の子供の2番目として育つ。6歳のころからアフリカン・メソジスト監督教会ペイン礼拝堂に通い、聖歌隊でゴスペルを歌いながら少年時代を過ごした。
地元のルーズベルト高校でグリークラブに所属したのち、異父兄弟5人で自身のユニット「ジヴィン・ジェッツ」（Jivin' Jets）を結成、1963年にジョージがアメリカ海軍に入隊するまで活動した。また、海軍でも「厚木エクスプレス」（Atsugi Express）を結成して音楽を続けた。入隊間もない水兵のジョージは、ローカル歌手のグウェンと出会った。グウェンもまたペンテコステ教会でゴスペルを歌って育った身である。二人は交際をはじめてから一週間待たずに結婚する。
それから4年後の1967年にジョージが海軍を除隊すると、夫婦でデュエットを組んでアルストン・レコードと契約、1969年からシングルを出すもヒットには至らなかった。また、事実上はグウェンがソロを受け持ち、マネージャーのジョージがバッキング・ボーカルに加わるというものであった。そして、ヒットが出はじめたグウェンのソロ活動に重点を置くとともに、ジョージは大学で刑事司法について学ぶことを切望し、歌うのをあきらめかけていた。
ところが、ちょっとしたトラブルがもとで、グウェンに提供された楽曲をジョージが代わりにレコーディングすることになった。これが1974年に大当たりしたディスコソング「ロック・ユア・ベイビー」である。
ジョージはグウェンとの間に3人の娘をもうけたが1976年に離婚を発表した。別々の道を歩むことになるが二人とも現在まで活動を続けている。
なお、ジョージは2016年にニューアルバム『Love』を発表した。

## ディスコグラフィー
- Rock Your Baby（1974年）
- Together(with Gwen McCrae)（1975年）
- George McCrae（1975年）
- Diamond Touch（1976年）
- We Did It（1979年）
- One Step Closer to Love（1984年）
- Own The Night（1984年）
- Love's Been Good To Me（1985年）
- I Feel Love For You（1987年）
- With All My Heart（1991年）
- Love（2016年）